# Guy Lengagne
Guy Lengagne (* 11. Juli 1933 in Boulogne-sur-Mer, Département Pas-de-Calais) ist ein französischer Hochschullehrer und Politiker der Parti socialiste (PS), der Mitglied der Nationalversammlung (Assemblée nationale) sowie Staatssekretär war. Er war ferner von 1977 bis 1989 sowie erneut von 1996 bis 2002 Bürgermeister von Boulogne-sur-Mer.

## Leben
Guy Lengagne, der als Professor für Mathematik an der Université de Picardie Jules Verne in Amiens tätig war, begann seine politische Laufbahn für die Parti socialiste (PS) in der Kommunalpolitik und war zunächst zwischen dem 22. März 1971 und dem 20. März 1977 Mitglied des Stadtrates von Boulogne-sur-Mer. Im Anschluss war er vom 21. März 1977 bis zum 19. März 1989 erstmals Bürgermeister von Boulogne-sur-Mer. Des Weiteren war er vom 19. März 1979 bis zum 17. März 1985 Vizepräsident des Generalrates des Département Pas-de-Calais. Bei der Parlamentswahl vom 21. Juni 1981 Mitglied der Nationalversammlung (Assemblée nationale) und gehörte dieser bis zum 25. April 1983 an. Er legte sein Mandat nieder, nachdem er am 24. März 1983 im dritten Kabinett Mauroy das Amt des Staatssekretär für Meeresangelegenheiten im Verkehrsministerium (Secrétaire d’Etat auprès du ministre des transports, chargé de la mer) wurde und dieses Amt bis zum 17. Juli 1984 bekleidete. Im darauf folgenden Kabinett Fabius fungierte er zwischen dem 23. Juli 1984 und dem 19. März 1986 als Staatssekretär für Meeresangelegenheiten im Ministerium für Urbanismus, Wohnungsbau und Verkehr	(Secrétaire d’Etat auprès du ministre de l’urbanisme,du logement et des transports, chargé de la mer). Er war ferner vom 18. März 1985 bis zum 27. Juli 1988 Mitglied des Generalrates des Département Pas-de-Calais.
Bei der Parlamentswahl am 16. März 1986 wurde Lengagne erneut zum Mitglied der Nationalversammlung gewählt und gehörte dieser nach seinen Wiederwahlen bei der Parlamentswahl am 12. Juni 1988 zwischen dem 2. April 1986 und dem 1. April 1993 an. Zudem war er vom 20. März 1989 bis zum 22. Mai 1996 wieder Mitglied des Stadtrates von Boulogne-sur-Mer. Im Anschluss übernahm er zwischen dem 22. Dezember 1996 und dem 18. November 2002 wieder Bürgermeister von Boulogne-sur-Mer. Er wurde bei der Parlamentswahl am 1. Juni 1997 abermals zum Mitglied der Nationalversammlung, der er nach seiner Wiederwahl bei der Parlamentswahl am 16. Juni 2002 während der elften und zwölften Legislaturperiode zwischen dem 1. Juni 1997 und dem 19. Juni 2007 angehörte. Einer seiner Mitarbeiter war Frédéric Cuvillier, der heutige Bürgermeister von Boulogne-sur-Mer.